# 332 a.C.

## Eventos
- Cneu Domício Calvino e Aulo Cornélio Cosso Arvina, pela segunda vez, cônsules romanos.
- Marco Papírio Crasso é nomeado ditador e escolhe Públio Valério Publícola como seu mestre da cavalaria.
- 112a olimpíada: Eurilas de Cálcis, vencedor do estádio.[1]